# Metachromadora alata
Metachromadora alata är en rundmaskart som först beskrevs av Nathan Augustus Cobb 1933.  Metachromadora alata ingår i släktet Metachromadora och familjen Desmodoridae. Inga underarter finns listade i Catalogue of Life.